# Igor Zelenski
Pour les articles homonymes, voir Zelenski.
Igor Anatolievitch Zelenski (en russe : Игорь Анатольевич Зеленский), né le 13 juillet 1969 à Labinsk, est un artiste de ballet russe, ancien danseur au Mariinsky et directeur du ballet de l'opéra de Novossibirsk. Il est directeur artistique du théâtre académique musical de Moscou. Zelenski a été nommé artiste du peuple de la fédération de Russie en 2009.

## Biographie
Igor Zelenski termine l'institut chorégraphique de Tbilissi en 1985 (classe de Vakhtang Tchaboukiani) pour devenir stagiaire de l'opéra de Tbilissi. En 1987-1988, il poursuit sa formation à l'académie de ballet Vaganova de Léningrad dans la classe de Guennadi Selioutski. Il est intégré à la troupe du Kirov (aujourd'hui Mariinsky) en 1988 et en devient soliste en 1991, puis premier danseur. Entre 1992 et 1998, dans les années difficiles consécutives à l'écroulement de l'URSS, il est premier danseur au New York City Ballet.
Il a été soliste invité de nombreuses scènes du monde, comme à l'opéra de Berlin à partir de 1990, au Royal Ballet à partir de 1996, au Bolchoï dans les années 2000. Il a également dansé dans des rôles principaux à La Scala de Milan, au Théâtre national de Munich, à Boston, San Francisco ou encore Rio de Janeiro. Entre 1997 et 2001, il est soliste au Royal Ballet de Londres et de 2001 à 2006, il est assistant du directeur du théâtre d'Athènes. Il est nommé directeur artistique du ballet de l'opéra de Novossibirsk en 2006 et directeur artistique du théâtre académique musical de Moscou en 2011.
À partir de 2017, Igor Zelensky a une liaison avec Katerina Tikhonova, une des filles de Vladimir Poutine. Le couple a une fille.

## Rôles principaux
Théâtre Mariinsky (ex-Kirov)
Il a dansé tous les rôles du répertoire, dont :
- Giselle — Albert
- Don Quichotte — Basile
- Casse-Noisette — le prince
- La Bayadère — Solor
- Le Lac des cygnes — Sigfried
- La Belle au bois dormant — le prince Désiré
- Le Corsaire — Ali
- Le grand pas de Paquita
- Shéhérazade — l'esclave doré
- Roméo et Juliette — Roméo
- Ballets de Balanchine
  - Apollon
  - Tchaikovsky Pas de Deux
  - Les Brillants
  - Thème et Variations
- Ballets de Roland Petit
  - Le Jeune Homme et la Mort
- Ballets de MacMillan
  - Manon — le chevalier Des Grieux
- Ballets de Boyarski
  - La Demoiselle et le Hooligan — le Hooligan

New York Сity Ballet
- Il danse plus de vingt-cinq ballets de Balanchine, dont Thème et Variations, Apollon, The Four Temperaments (musique de Paul Hindemith), Brahms-Schoenberg-Quartet, Raymonda, Variations, La Symphonie de l'Occident, Allegro Brillante, Casse-Noisette
- Ballets de Jerome Robbins : les Variations Goldberg, Four Seasons
- Ballets de P. Martins

Royal Ballet de Londres
- Manon (de MacMillan)
- La Belle au bois dormant
- La Bayadère (version de Natalia Makarova)
- Giselle
- Apollon (George Balanchine)
- Roméo et Juliette (MacMillan).

Théâtre Bolchoï
- La Bayadère
- Le Lac des cygnes.

### Chorégraphies
Théâtre d'Athènes
- Don Quichotte
- Raymonda
- Le Lac des cygnes
- La Belle au bois dormant
- La Bayadère

Opéra de Novossibirsk
- La Bayadère (remporte le prix national Le Masque d'or)
- Le Corsaire

## Distinctions
- Grand prix du concours international des artistes de ballets (Paris, 1990)
- Prix «Baltica» (2001)
- Prix Le Masque d'or — pour le meilleur rôle masculin de ballet (Solor dans «La Bayadère»)
- Prix national de l'oblast de Novossibirsk
- Artiste émérite de Russie (2000)
- Artiste du peuple de la fédération de Russie (2008)[2]